# Foras na Gaeilge
Foras na Gaeilge (irisch-gälische Aussprache: [ˈfɔɾəs n̪ə ˈɡeːlʲɟə], deutsch: „ Institut der Irischen Sprache“, oft FnaG abgekürzt) ist ein zwischenstaatliches Institut für Angelegenheiten der irischen Sprache in der Republik Irland und Nordirland. Das Institut ist eine öffentliche Körperschaft und verantwortlich für die Förderung der irischen Sprache im gesamten Gebiet der irischen Insel.

## Geschichte
Foras na Gaeilge ist eine von zwei Teilen des North/South Language Body („Nord/Süd-Sprachkörperschaft“), die als grenzüberschreitende Körperschaft unter den Bedingungen des Karfreitagsabkommens eingerichtet wurde, mit der Aufgabe, die Sprachen der irischen Insel zu fördern. Ihr Gegenstück ist Tha Boord o Ulstèr-Scotch, welche das Ulster-Scots fördert, die Sprache schottischer Siedler in Ulster.
Foras na Gaeilge wurde am 2. Dezember 1999 gegründet und nimmt Aufgaben wahr, welche die Vorgängerorganisation Bord na Gaeilge ausführte. Weiterhin wurden An Gúm und An Coiste Téarmaíochta integriert. Diese drei Institutionen waren früher eigenständige staatliche Körperschaften der irischen Regierung. An Gúm war zuständig für die Publikation von irischsprachiger Literatur und Schulmaterialien. An Coiste Téarmaíochta war zuständig für die Entwicklung neuer irischsprachiger Begriffe bzw. Terminologien. Beide sind heute Teil von Foras na Gaeilge.

## Aufgaben
Die Körperschaft nimmt vornehmlich eine Beraterfunktion ein, die sprachliche Aspekte der irischen Sprache sowohl im öffentlichen als auch im privaten Bereich betreffen. Irisch ist die erste offizielle Sprache in Irland. In Nordirland stellt Irisch eine anerkannte Minderheitensprache dar.
Die größte Veranstaltung, die Foras na Gaeilge begleitet, ist Seachtain na Gaeilge ("die Woche des Irischen"), die in Verbindung mit dem Saint Patrick’s Day weltweit durchgeführt wird.
Allgemeine Aufgaben:
- Förderung der irischen Sprache
- Erleichterung und Förderung des Gebrauchs der irischen Sprache in gesprochener und geschriebener Form, im öffentlichen sowie privaten Leben, im Süden und im Norden der irischen Insel (nach Bedarf)
- Beratung der Verwaltung der öffentlichen Institutionen und anderer Gruppen (privat oder beruflich)
- Unterstützung von Projekten und Hilfe bei der Finanzierung für Institutionen und Gruppen (nach Bedarf)
- Unterstützung von Forschung, Förderkampagnen und Öffentlichkeitsarbeit
- Entwicklung von Begriffen, Terminologien und Wörterbüchern
- Unterstützung von Schulen (mittlerer Bildungsbereich) sowie des Irischunterrichts an Schulen[2]

Vorsitzender ist zurzeit Ferdie Mac an Fhailigh.